# 30168 Linusfreyer
30168 Linusfreyer è un asteroide della fascia principale. Scoperto nel 2000, presenta un'orbita caratterizzata da un semiasse maggiore pari a 2,4086057 UA e da un'eccentricità di 0,1801550, inclinata di 1,61221° rispetto all'eclittica.